# Hans Schlemmer
Johann Schlemmer, meglio noto come Hans (Nesselwang, 18 gennaio 1893 – Bad Kreuznach, 26 giugno 1973), è stato un generale tedesco durante la seconda guerra mondiale.

## Biografia
Schlemmer entrò al servizio dell'esercito imperiale tedesco nell'agosto del 1913 come cadetto in un reggimento di artiglieria. Dal dicembre 1914 venne nominato tenente, comandando un plotone di artiglieria, e poi una batteria. Dal marzo 1918 venne nominato primo tenente.
Passò successivamente al Reichswehr, comandando quindi un reggimento d'artiglieria come colonnello.
Nel settembre-ottobre del 1939 prese parte alla campagna tedesca in Polonia, passando poi nel maggio-giugno del 1940 al fronte occidentale in Francia. Il 22 giugno 1941 venne spostato sul fronte orientale in Russia. Dal 17 dicembre 1941 divenne comandante della 134ª divisione di fanteria, di stanza nei pressi di Mosca.
Dal marzo 1942 venne promosso maggiore generale e poi fu tenente generale dal gennaio del 1943.
Dal luglio del 1944 fu comandante del 75º corpo d'armata in Italia. Il 3 maggio 1945 venne catturato dagli Alleati.